# Puebla (métro de Mexico)
Pour les articles homonymes, voir Puebla (homonymie).
Puebla est une station de la Ligne 9 du métro de Mexico. Elle est située à l'est de Mexico dans le district d'Iztacalco.

## La station
La station est ouverte en 1987.
Elle tire son nom de la ville voisine de Puebla. Le logo de la station représente deux anges du fait que le nom complet de Puebla était autrefois Puebla de los Angeles.